# Xestia coerulescens
Xestia coerulescens là một loài bướm đêm trong họ Noctuidae.